# Трофимов, Дмитрий Александрович
Дми́трий Алекса́ндрович Трофи́мов (род. 1972, Москва) — русский художник, иконописец. Руководитель творческой
мастерской «Царьград». Участник воссоздания росписей в храме Христа Спасителя (1997—1999), живописных работ в Градо-Якутском Николаевском соборе (2000), в храме Покрова Богородицы в Измайлове (2001), руководитель и участник живописных работ в храме в честь Рождества Пресвятой Богородицы в Дивееве (2007—2009), в церкви иконы Божией Матери «Знамение» на Шереметевом дворе (2008—2012), в храме Сергия Радонежского на Куликовом поле (2009—2010) и др. Генеральный продюсер фестиваля современного церковного искусства «Видеть и слышать».

## Биография
Родился в Москве в 1972 году в семье художников Александра и Светланы Трофимовых.
В 1984—1990 годах проходил обучение в МСХШ. С 1990 по 1997 год — студент МГХИ имени Сурикова (преподаватели — В. В. Воронин, Ю. В. Смирнов, профессора А. И. Фомкин, Е. Н. Трошев). В 1994 году проходил стажировку во Всероссийском художественном научно-реставрационном центре имени И. Э. Грабаря у заслуженного деятеля искусств РФ А. Н. Овчинникова. С 2001 года стажировался в мастерской монументальной живописи РАХ под руководством академика Е. Н. Максимова.
Является членом МСХ с 1997 года. Член Союза художников России с 2000 года. В 2023 году был избран членом-корреспондентом РАХ по Отделению живописи и монументального искусства.
Женат. У супругов две дочери.

## Творчество

### Религиозная живопись

#### Участие в воссоздании росписей храма Христа Спасителя
В 1997—1999 гг., в составе группы художников под руководством заслуженного деятеля искусств РФ В. А. Бакшаева (Егоров А. В., Нужный Н. В., Трофимов Д. А.), занимался росписью восточных пилонов в храме Христа Спасителя. Творческий коллектив «Надежда» (так окрестили себя участники артели) представил на выставку, организованную РАХ в сентябре 1997 г., две живописные композиции, исполненные в масштабе 1:5 («Преображение Господне», «Вознесение Господне»). На открытии выставки Патриарх Московский и Всея Руси Алексий II оценил работы четверки художников как имеющие «подлинный дух академической живописи, которым… должна быть проникнута воссоздаваемая святыня».
C осени 1997 г. и до весны 1999 г. участники группы занимались отрисовыванием «сложнейших многофигурных композиций с использованием натурного материала». Итогом кропотливых работ стало воссоздание композиций «Преображение Господне» и «Вознесение Господне» (автор оригиналов — академик Императорской академии художеств Е. С. Сорокин) на северо- и юго-восточном пилонах храма. При том, что высота композиций достигала 12 метров, а ширина — 17 метров, основой реставрационных работ стали черно-белые снимки 20х30 см, что серьёзно усложняло задачи живописцев.
В тот же период, в составе объединения художников «Арх-Храм» (руководитель — А. Н. Оболенский), Трофимов участвовал в воссоздании икон главного иконостаса (иконы местного и праздничного рядов главного иконостаса).

#### 2000-е
В 1999—2002 гг. написал киотные иконы «Благовещение Пресвятой Богородицы» и «Успение Пресвятой Богородицы» для центральной части храма Христа Спасителя. Уже в 2000 г. художник создает иконы для кафедрального собора во имя святителя Николая в Якутске.
В 2001 г. Дмитрий Трофимов работает над реставрацией иконостаса XVII века в храме Покрова Богородицы в Измайлове. C 2003 г. — участвует в росписи храма и реконструкции иконостаса в церкви в честь Рождества Пресвятой Богородицы в Крылатском. Год спустя, пишет иконы для собора в честь Преображения Господня на Валааме.
В 2007—2009 гг. руководит работами по росписи церкви Рождества Пресвятой Богородицы в Дивеевском монастыре.

#### 2010-е
Дмитрий Трофимов был руководителем живописных работ по созданию икон для иконостаса и киотов в церкви иконы Божией Матери «Знамение» на Шереметевом дворе (2008—2014 гг.). При этом, специалисты опирались на традиции мастеров XVII — начала XVIII веков (школа Симона Ушакова). Подкупольный образ Спасителя — «Пантократора» был написан Д. Трофимовым к престольному празднику 2014 года.
В 2009—2010 гг. возглавил работы по написанию икон в храме Сергия Радонежского на Куликовом поле.
Коллектив художников во главе с Д. А. Трофимовым занимался проектированием и созданием внутреннего убранства, росписей, икон в храме Иверской иконы Божией матери в Ижевске (построен в 2010—2014 гг.). Среди проектов, выполненных его мастерской в данный период — реконструкция иконостаса храма св. Татианы при МГУ, внутрихрамовые росписи Успенской церкви в Истомино (Калужская область), создание образов для иконостаса и роспись церкви Рождества Богородицы в Добрянке (Пермский край).
В 2011—2012 гг. руководил работами по созданию иконостаса и киотов в Успенской церкви в с. Белые Колодези (построена в XIX в.). В числе образов местного ряда была написана икона священномученика Сергия Спасского, последнего настоятеля храма перед закрытием его советской властью.
Под его руководством, художники мастерской «Царьград» в 2015 году выполнили роспись церкви в честь святых Димитрия Донского и Евфросинии Московской в Тульском кремле.
В 2018—2021 гг., возглавлял работы по росписи Благовещенского храма (РПЦ) в Барселоне.

### Портретная живопись
В рамках просветительского проекта «Белые воины», Дмитрий Трофимов создал серию портретов лидеров Белого движения, в частности, адмирала Колчака, генерала Б. В. Геруа, графа Келлера и др.

## Архитектурные проекты

### Собор Спаса Нерукотворного в Барнауле
В 2015 году Патриарх Московский и всея Руси Кирилл освятил закладной камень на месте будущего Спасского собора в Барнауле. Проект, выполненный мастерской Дмитрия Трофимова, изначально предусматривал создание кафедрального собора (пятикупольный храм, с площадью по полу 400 м².). В 2019 году, по итогам работы градостроительного совета Барнаула, решено было отказаться от масштабного строительства в пользу однокупольного храма, площадь которого, без алтаря, составит около 100 м².; при этом, вчетверо уменьшился объём здания. Адрес будущего объекта остался прежним: проспект Ленина, 152е. Как отмечают руководители проекта (в ответ на критику со стороны ряда общественных организаций и СМИ), участок, выделенный под строительство, не затронет аллею Ветеранов.